# Włodzimierz Kwieciński
Włodzimierz Kwieciński (ur. 3 lipca 1955 w Łodzi) – pionier i prekursor karate tradycyjnego w Polsce. Przez 20 lat był uczniem senseia Hidetaki Nishiyamy – założyciela i pierwszego prezesa Międzynarodowej Federacji Karate Tradycyjnego (ITKF), współzałożyciela Japan Karate Association (JKA). Posiada stopień mistrzowski 9 DAN nadany w dn. 4 kwietnia 2015 roku w świątyni Chokokuji Soto Zen w Tokio (Japonia). Był Prezesem Polskiego Związku Karate Tradycyjnego. Pełnił również funkcję Prezydenta Światowej Federacji Karate Tradycyjnego (World Traditional Karate-do Federation, WTKF) z siedzibą w Genewie (Szwajcaria)

## Życiorys
Ukończył Wojskową Akademię Medyczną w Łodzi i Akademię Wychowania Fizycznego w Krakowie ze specjalizacją trenera karate II klasy.
Uprawia karate tradycyjne od 1970 roku. W 1972 roku do Polski przyjechał japoński mistrz karate, Chiyomaro Shimoda. Przypadkowe spotkanie nastolatka i mistrza zrodziło pasję, której nie można było już powstrzymać ani zamknąć w jakichkolwiek granicach.
W 1974 roku Włodzimierz Kwieciński założył pierwszą oficjalną sekcję karate przy Wojskowej Akademii Medycznej w Łodzi, która w 1978 roku przekształciła się w Łódzki Klub Karate (ŁKK) – drugi w Polsce samodzielny klub karate. Zawodnicy ŁKK zdobyli w owym czasie bardzo wiele medali na arenie krajowej i międzynarodowej, a ich sukces nie został powtórzony przez kolejne 15 lat. Zaś w 1980 roku powstał Akademicki Klub Karate, który stał się w owym czasie najlepszym klubem karate na świecie.
Polski Związek Karate Tradycyjnego - organizacja, w której Włodzimierz Kwieciński sprawuje funkcję Prezesa, zrzesza aktualnie ponad 30 tys. ćwiczących w około 200 klubach i sekcjach w całej Polsce.
Włodzimierz Kwieciński jest trenerem, selekcjonerem reprezentacji Polski w karate tradycyjnym i twórcą wszystkich jej sukcesów. W latach 1992–2015 karatecy kadry narodowej zdobyli 615 medale podczas mistrzostw świata i Europy, z czego 237 razy były to tytuły mistrzowskie, co czyni ich jedną z najbardziej utytułowanych reprezentacji globu. Jakość polskiego karate została szybko doceniona na świecie, a Polska stała się gospodarzem wielu międzynarodowych imprez o randze mistrzowskiej. Włodzimierz Kwieciński był Prezesem Komitetu Organizacyjnego następujących zawodów sportowych, które miały miejsce w Polsce:
- Dwukrotnie mistrzostw świat (Łódź – 2012, Pruszków – Warszawa – 1998)[5],
- Trzykrotnie mistrzostw Europy (Rzeszów – 2006, Łódź – 1992, 1999)[5],
- Kilkakrotnie Pucharu Świata[5],
- Kilkakrotnie Pucharu Europy[5].

## Nagrody i wyróżnienia
Za swoją działalność Włodzimierz Kwieciński został uhonorowany wysokimi odznaczeniami:
- 2001 rok - Srebrny Krzyż Zasługi przyznany przez Prezydenta RP za zasługi na rzecz rozwoju karate tradycyjnego w Polsce i wybitne osiągnięcia trenerskie[5].
- 2003 rok - wyróżnienie Polskiego Komitetu Olimpijskiego – „Fair Play 2002” - przyznane w 2003 roku „za zachowanie widowni sportowej zgodne z zasadą fair play, zarówno podczas imprez dla młodzieży, jak i Pucharu Świata w Karate Tradycyjnym w Warszawie oraz podczas Pucharu Europy w Łodzi”. Nagroda została wręczona przez panią Irenę Szewińską, siedmiokrotną mistrzynię olimpijską i członkinie Międzynarodowego Komitetu Olimpijskiego[5].
- 2003 rok - nagroda „Fair Play” przyznana przez Polską Konfederację Sportu za wzorową organizację zawodów, zapewnienie bezpieczeństwa uczestnikom i kulturalne zachowanie publiczności podczas Pucharu Świata Prokom 2003. Nagroda została wręczona przez pana Andrzeja Kraśnickiego, Prezesa Polskiego Komitetu Olimpijskiego[5].
- 2012 rok - Order Wschodzącego Słońca, Złote Promienie z Rozetą[6] – najstarsze japońskie wyróżnienie ustanowione w 1875 roku przez cesarza Mutsuhito, przyznane Włodzimierzowi Kwiecińskiemu przez Cesarza Japonii za założenie Polskiego Związku Karate i Polskiego Związku Karate Tradycyjnego, promocję japońskich sztuk walki w Polsce, promocję wymiany sportowej i obywatelskiej między Japonią a Polską, budowę Centrum Japońskich Sportów i Sztuk Walki Dojo – Stara Wieś oraz za zaproszenie 30 dzieci z terenów zniszczonych w wyniku tsunami i trzęsienia ziemi w Japonii (w marcu 2011 roku) na dwutygodniowy pobyt w Polsce w ramach projektu „Most solidarności – polskie wakacje dla dzieci za Japonii. Nagroda wręczona przez pana Makoto Yamanaka, Ambasadora Japonii w Polsce.
- 2012 rok – Złoty Krzyż Zasługi przyznany przez Prezydenta RP w związku z obchodami 40. rocznicy karate tradycyjnego w Polsce, za zasługi na rzecz rozwoju karate tradycyjnego w Polsce[7].

## Projekty karate
Włodzimierz Kwieciński – z zamiłowania krzewiciel kultury karate i filozofii budo, jest inicjatorem budowy Centrum Japońskich Sportów i Sztuk Walki Dojo - Stara Wieś – największego na świecie ośrodka japońskich sztuk walki. Ośrodek zlokalizowany jest w miejscowości Stara Wieś, na terenie Przedborskiego Parku Krajobrazowego, na granicy województwa łódzkiego i świętokrzyskiego. Jego budowa rozpoczęła się w 2003 roku. Pierwszego dnia uczestniczył w niej osobiście Sensei Hidetaka Nishiyama, „ojciec duchowy” i patron tej niezwykłej idei. Oficjalnego otwarcia Centrum dokonał 10 października 2009 roku były Prezydent RP Lech Wałęsa, człowiek, który przez całe swoje życie wyznawał wielkie, wspólne wszystkim ludziom wartości: pokój, szacunek i zrozumienie.
Centrum Japońskich Sportów i Sztuk Walki Dojo – Stara Wieś jest wspólnym przedsięwzięciem Polskiego Związku Karate Tradycyjnego i Fundacji Rozwoju Karate Tradycyjnego. To unikatowy na skalę światową obiekt zrealizowany zgodnie z kanonami architektury japońskiej w polskim krajobrazie. Jest największym na świecie ośrodkiem przeznaczonym do specjalistycznego treningu dalekowschodnich sztuk i sportów walki. Dojo – Stara Wieś jest oficjalną bazą treningową reprezentacji Polski w karate tradycyjnym. Jest także centrum filozofii budo w Polsce. Centrum służy każdemu, kto poszukuje harmonii oraz spokoju. Stwarza możliwość wszechstronnego treningu i obcowania z duchem, klimatem i filozofią japońskich sztuk walki.
Ponadto Włodzimierz Kwieciński jest inicjatorem projektu „Most solidarności – polskie wakacje dla dzieci z Japonii”. W marcu 2011 roku w wyniku tsunami i trzęsienia ziemi Japonia straciła tysiące obywateli i dziesiątki tysięcy domów. W wakacje 2011 roku Polski Związek Karate Tradycyjnego, krzewiciel tradycji i bogatych wartości kultury japońskiej, którego Prezesem jest Włodzimierz Kwieciński, przyjął pod swoją opiekę grupę 30 dzieci z terenów objętych największymi zniszczeniami. W ramach akcji „Most solidarności - polskie wakacje dla dzieci z Japonii” młodzież z Japonii została zaproszona do Centrum Japońskich Sportów i Sztuk Walki „Dojo – Stara Wieś”, Krakowa i Warszawy. Patronat honorowy nad tym projektem objął były Minister Spraw Zagranicznych Radosław Sikorski. Powstał Komitet Honorowy, którego przewodniczącym został Prezydent Lech Wałęsa. Były ambasador Polski w Japonii Jerzy Pomianowski objął funkcję Sekretarza tego Komitetu. W realizację projektu włączyło się także Ministerstwo Sportu i Turystyki, Ministerstwo Spraw Zagranicznych oraz wiele innych firm i instytucji.    